# Postal 2
Postal 2 är ett datorspel av FPS-typ från 2003, skapat av det amerikanska spelutvecklingsföretaget Running with Scissors, Inc. som en fristående fortsättning på spelet Postal från 1997. Spelet har i flera länder orsakat debatt kring förekomsten av våld i datorspel.
Handlingen utspelar sig i en typisk amerikansk småstad, som ironiskt nog heter "Paradise". Spelaren tar sig rollen som "Postal Dude", en spelutvecklare som bor i en husvagn i utkanten av staden tillsammans med sin fru. Varje ny dag i spelet får spelaren ett antal uppdrag att utföra. Uppdragen är av, en för datorspel, ovanligt torr karaktär. Första dagens uppdrag består i att "gå till jobbet och hämta lönechecken, köp mjölk på vägen hem". På vägen händer det ofta saker som gör att spelaren måste försvara sig.
Spelets uppföljare, Postal III kom 2011

## Kontrovers
Huruvida spelet faktiskt kan sägas vara våldsamt är i sig föremål för viss debatt. Det är uppenbart att det finns stora möjligheter till våld, men det är det upp till spelaren att utföra dessa handlingar "Det är inte våldsammare än vad du är själv" (it's only as violent as you are) som det står på spelets sajt. Mot slutet av spelet blir spelaren, som brukligt i spel av den här typen, attackerad av aggressiva spelfigurer som måste bekämpas om spelet ska kunna vinnas, men spelet går att spela från början till slut utan att skada en enda oskyldig spelfigur. Om spelarna ändå väljer sådana handlingar, går det således att åstadkomma mycket grova och våldsamma scener i spelet. Spelaren har, förutom en arsenal av handeldvapen, tillgång till en bensindunk, tändstickor, elchockpistol, molotovcocktails, saxar (att kasta eller springa med), napalm, samt en hel del annat. Spelaren har även möjligheten att dra ner gylfen och urinera. Spelkaraktärerna reagerar förhållandevis realistiskt när de utsätts för dessa tillhyggen. Man kan även plocka upp katter från gatan och använda som ljuddämpare till sitt gevär och kpist.
Spelet har anklagats för att vara rasistiskt och homofobiskt eftersom det förekommer bland annat svarta och homosexuella, som spelaren kan välja att attackera. Demografin i spelets värld är ytterst jämlik, populationen på stadens gator är säkerligen mera blandad än vad den är i de allra flesta datorspel. Dock erbjuder spelet inga bonuspoäng eller liknande om en oskyldig skadas, snarare tvärtom; om spelaren skadar en oskyldig karaktär och blir sedd av en polis kommer "Postal Dude" (sv. Postal-snubben) bli jagad och fängslad eller, om han gör motstånd, skjuten.

## Debatten kring Postal 2 i Sverige
Spelet utlöste, efter att ha sålts i butikerna ca 1 år, en viss debatt kring våld i datorspel. Detta resulterade i att Justitiekanslern (JK) den 20 januari 2005 beslutade att åtala en chef från Leksam i Ängelholm för olaga våldsskildring, ett brott mot yttrandefrihetsgrundlagen. Den 12 december 2006 ogillade Helsingborgs tingsrätt åtalet, då juryn friat. Domen motiverades inte och kan inte överklagas.